# 哈嫩卡姆湖 (博登沃爾)
49°16′19″N 12°18′27″E / 49.27194°N 12.30750°E

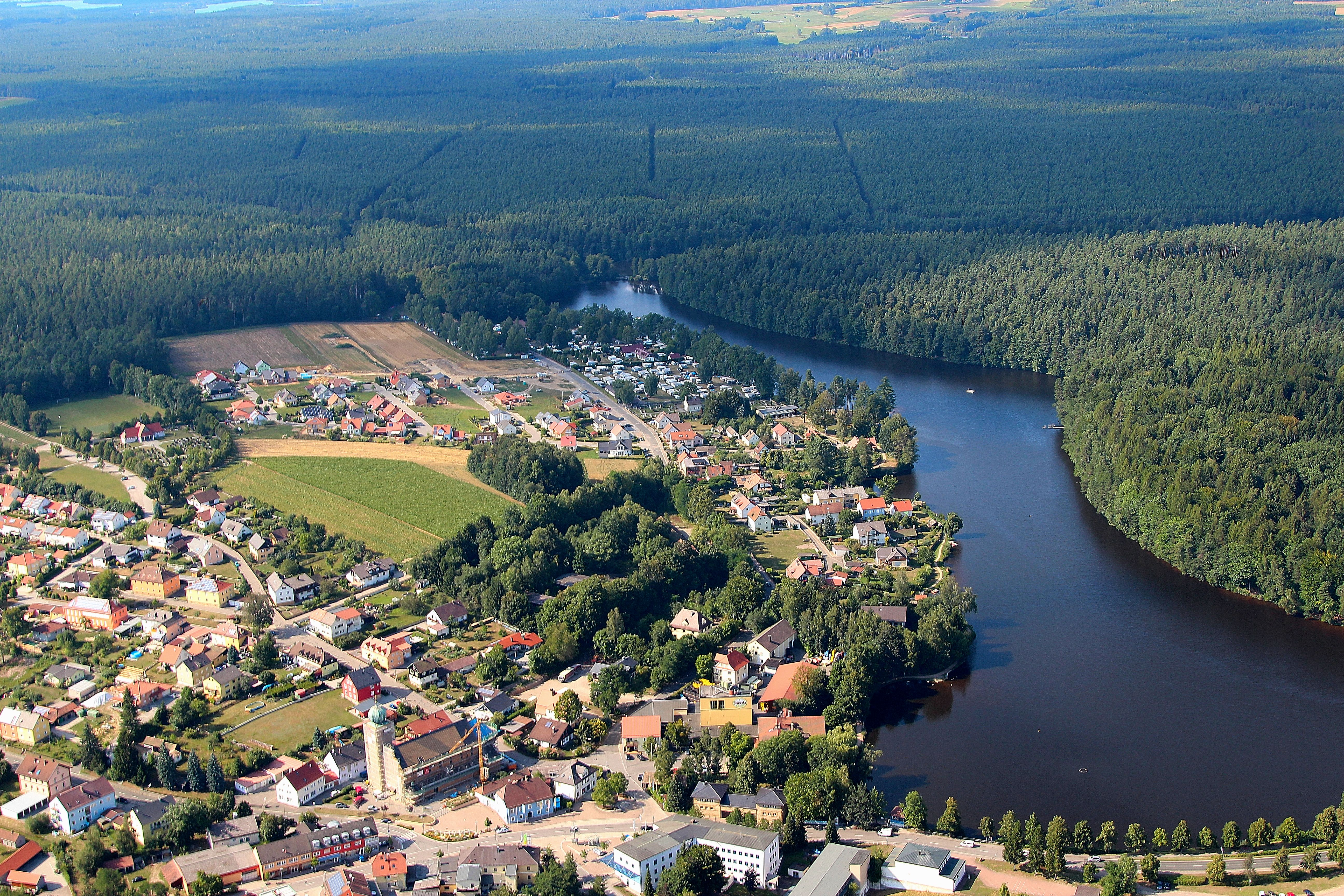

哈嫩卡姆湖（德語：Hammersee），是德國的湖泊，位於該國東南部，由巴伐利亞州負責管轄，處於博登沃爾，長3公里、寬0.1公里，面積0.31平方公里，海拔高度370米，平均水深2.5米，最大水深5米。